# Wahlkreis Ancona (Camera dei deputati)
Der Wahlkreis Ancona war von 1993 bis 2005 und ist seit 2017 wieder ein Wahlkreis (italienisch collegio elettorale) für die Wahl der Abgeordnetenkammer.

## Von 1993 bis 2005

### Wahlkreisgebiet
Der Wahlkreis umfasste 7 Gemeinden: Agugliano, Ancona, Camerano, Numana, Offagna, Polverigi und Sirolo.

### Wahlergebnisse

#### Parlamentswahl 1994

##### Direktstimmen
| Kandidaten               | Kandidaten          | Parteien           | Stimmen | %    |
| ------------------------ | ------------------- | ------------------ | ------- | ---- |
|                          | Eugenio Ducagewählt | Progressisti       | 43.496  | 49,6 |
|                          | Tommaso Mancia      | Patto per l’Italia | 24.405  | 27,9 |
|                          | Sergio Novelli      | Alleanza Nazionale | 19.726  | 22,5 |
| Gesamt                   | Gesamt              | Gesamt             | 87.627  | 100  |
|                          |                     |                    |         |      |
| Ungültige Stimmen        | Ungültige Stimmen   | Ungültige Stimmen  | 6.961   | 7,4  |
| Wähler                   | Wähler              | Wähler             | 94.588  | 89,8 |
| Wahlberechtigte          | Wahlberechtigte     | Wahlberechtigte    | 105.299 |      |
|                          |                     |                    |         |      |
| Quelle: Innenministerium |                     |                    |         |      |

##### Listenstimmen
| Parteien                             | Parteien           | Parteien                           | Stimmen | %    |
| ------------------------------------ | ------------------ | ---------------------------------- | ------- | ---- |
|                                      | Progressisti       | Partito Democratico della Sinistra | 27.803  | 31,0 |
| Partito della Rifondazione Comunista | Progressisti       | 7.236                              | 8,1     |      |
| Federazione dei Verdi                | Progressisti       | 4.792                              | 5,3     |      |
| Partito Socialista Italiano          | Progressisti       | 2.749                              | 3,1     |      |
| Alleanza Democratica                 | Progressisti       | 2.126                              | 2,4     |      |
| La Rete                              | Progressisti       | 1.921                              | 2,1     |      |
| ↳ Gesamt                             | Progressisti       | 46.627                             | 51,9    |      |
|                                      | Forza Italia       | Forza Italia                       | 16.650  | 18,5 |
|                                      | Patto per l’Italia | Partito Popolare Italiano          | 14.783  | 16,5 |
|                                      | Alleanza Nazionale | Alleanza Nazionale                 | 11.718  | 13,1 |
| Gesamt                               | Gesamt             | Gesamt                             | 89.778  | 100  |
|                                      |                    |                                    |         |      |
| Ungültige Stimmen                    | Ungültige Stimmen  | Ungültige Stimmen                  | 4.807   | 5,1  |
| Wähler                               | Wähler             | Wähler                             | 94.585  | 89,8 |
| Wahlberechtigte                      | Wahlberechtigte    | Wahlberechtigte                    | 105.299 |      |
|                                      |                    |                                    |         |      |
| Quelle: Innenministerium             |                    |                                    |         |      |

#### Parlamentswahl 1996

##### Direktstimmen
| Kandidaten               | Kandidaten          | Parteien            | Stimmen | %    |
| ------------------------ | ------------------- | ------------------- | ------- | ---- |
|                          | Eugenio Ducagewählt | L’Ulivo             | 51.792  | 59,8 |
|                          | Mario Gasparrini    | Polo per le Libertà | 32.947  | 38,0 |
|                          | Giorgio Antonini    | Lega Nord           | 1.915   | 2,2  |
| Gesamt                   | Gesamt              | Gesamt              | 86.654  | 100  |
|                          |                     |                     |         |      |
| Ungültige Stimmen        | Ungültige Stimmen   | Ungültige Stimmen   | 5.732   | 6,2  |
| Wähler                   | Wähler              | Wähler              | 92.386  | 87,6 |
| Wahlberechtigte          | Wahlberechtigte     | Wahlberechtigte     | 105.512 |      |
|                          |                     |                     |         |      |
| Quelle: Innenministerium |                     |                     |         |      |

##### Listenstimmen
| Parteien                                          | Parteien                             | Parteien                             | Stimmen | %    |
| ------------------------------------------------- | ------------------------------------ | ------------------------------------ | ------- | ---- |
|                                                   | L’Ulivo                              | Partito Democratico della Sinistra   | 26.465  | 30,2 |
| Popolari per Prodi (PPI – SVP – PRI – UD – Prodi) | L’Ulivo                              | 6.176                                | 7,0     |      |
| Rinnovamento Italiano                             | L’Ulivo                              | 5.552                                | 6,3     |      |
| Federazione dei Verdi                             | L’Ulivo                              | 3.383                                | 3,9     |      |
| ↳ Gesamt                                          | L’Ulivo                              | 41.576                               | 47,4    |      |
|                                                   | Polo per le Libertà                  | Forza Italia                         | 14.328  | 16,3 |
| Alleanza Nazionale                                | Polo per le Libertà                  | 12.421                               | 14,2    |      |
| CCD – CDU                                         | Polo per le Libertà                  | 5.575                                | 6,4     |      |
| ↳ Gesamt                                          | Polo per le Libertà                  | 32.324                               | 36,9    |      |
|                                                   | Partito della Rifondazione Comunista | Partito della Rifondazione Comunista | 9.411   | 10,7 |
|                                                   | Lista Pannella – Sgarbi              | Lista Pannella – Sgarbi              | 2.327   | 2,7  |
|                                                   | Lega Nord                            | Lega Nord                            | 1.110   | 1,3  |
|                                                   | Fiamma Tricolore                     | Fiamma Tricolore                     | 602     | 0,7  |
|                                                   | Per le Marche                        | Per le Marche                        | 344     | 0,4  |
| Gesamt                                            | Gesamt                               | Gesamt                               | 87.694  | 100  |
|                                                   |                                      |                                      |         |      |
| Ungültige Stimmen                                 | Ungültige Stimmen                    | Ungültige Stimmen                    | 4.694   | 5,1  |
| Wähler                                            | Wähler                               | Wähler                               | 92.388  | 87,6 |
| Wahlberechtigte                                   | Wahlberechtigte                      | Wahlberechtigte                      | 105.512 |      |
|                                                   |                                      |                                      |         |      |
| Quelle: Innenministerium                          |                                      |                                      |         |      |

#### Parlamentswahl 2001

##### Direktstimmen
| Kandidaten               | Kandidaten          | Parteien           | Stimmen | %    |
| ------------------------ | ------------------- | ------------------ | ------- | ---- |
|                          | Eugenio Ducagewählt | L’Ulivo            | 45.685  | 55,1 |
|                          | Carlo Ciccioli      | Casa delle Libertà | 30.128  | 36,4 |
|                          | Pietro Bianchini    | Lista Di Pietro    | 3.006   | 3,6  |
|                          | Stefano Dellabella  | Democrazia Europea | 2.027   | 2,4  |
|                          | Gianni Marasca      | Lista Emma Bonino  | 2.003   | 2,4  |
| Gesamt                   | Gesamt              | Gesamt             | 82.849  | 100  |
|                          |                     |                    |         |      |
| Ungültige Stimmen        | Ungültige Stimmen   | Ungültige Stimmen  | 5.202   | 5,9  |
| Wähler                   | Wähler              | Wähler             | 88.051  | 84,5 |
| Wahlberechtigte          | Wahlberechtigte     | Wahlberechtigte    | 104.220 |      |
|                          |                     |                    |         |      |
| Quelle: Innenministerium |                     |                    |         |      |

##### Listenstimmen
| Parteien                               | Parteien                             | Parteien                             | Stimmen | %    |
| -------------------------------------- | ------------------------------------ | ------------------------------------ | ------- | ---- |
|                                        | L’Ulivo                              | Democratici di Sinistra              | 23.025  | 27,7 |
| La Margherita (Dem – PPI – RI – Udeur) | L’Ulivo                              | 11.778                               | 14,2    |      |
| Il Girasole (FdV – SDI)                | L’Ulivo                              | 2.087                                | 2,5     |      |
| Partito dei Comunisti Italiani         | L’Ulivo                              | 1.829                                | 2,2     |      |
| ↳ Gesamt                               | L’Ulivo                              | 38.719                               | 46,6    |      |
|                                        | Casa delle Libertà                   | Forza Italia                         | 15.872  | 19,1 |
| Alleanza Nazionale                     | Casa delle Libertà                   | 13.372                               | 16,1    |      |
| CCD – CDU                              | Casa delle Libertà                   | 2.318                                | 2,8     |      |
| Nuovo PSI                              | Casa delle Libertà                   | 745                                  | 0,9     |      |
| ↳ Gesamt                               | Casa delle Libertà                   | 32.307                               | 38,9    |      |
|                                        | Partito della Rifondazione Comunista | Partito della Rifondazione Comunista | 5.342   | 6,4  |
|                                        | Lista Di Pietro                      | Lista Di Pietro                      | 2.626   | 3,2  |
|                                        | Lista Emma Bonino                    | Lista Emma Bonino                    | 1.637   | 2,0  |
|                                        | Democrazia Europea                   | Democrazia Europea                   | 1.328   | 1,6  |
|                                        | Movimento Repubblicani Europei       | Movimento Repubblicani Europei       | 972     | 1,2  |
|                                        | Paese Nuovo                          | Paese Nuovo                          | 67      | 0,1  |
|                                        | Abolizione Scorporo                  | Abolizione Scorporo                  | 27      | 0,0  |
| Gesamt                                 | Gesamt                               | Gesamt                               | 83.025  | 100  |
|                                        |                                      |                                      |         |      |
| Ungültige Stimmen                      | Ungültige Stimmen                    | Ungültige Stimmen                    | 5.001   | 5,7  |
| Wähler                                 | Wähler                               | Wähler                               | 88.026  | 84,5 |
| Wahlberechtigte                        | Wahlberechtigte                      | Wahlberechtigte                      | 104.220 |      |
|                                        |                                      |                                      |         |      |
| Quelle: Innenministerium               |                                      |                                      |         |      |

## Von 2017 bis 2020

### Wahlkreisgebiet
Der Wahlkreis umfasste 29 Gemeinden; genauer gesagt, 29 von 47 Gemeinden der Provinz Ancona: Agugliano, Ancona, Arcevia, Belvedere Ostrense, Camerano, Camerata Picena, Castelbellino, Castelplanio, Cerreto d'Esi, Cupramontana, Fabriano, Genga, Jesi, Maiolati Spontini, Mergo, Monsano, Monte Roberto, Morro d'Alba, Numana, Offagna, Polverigi, Rosora, San Marcello, San Paolo di Jesi, Santa Maria Nuova, Sassoferrato, Serra San Quirico, Sirolo und Staffolo.

### Wahlergebnisse

#### Parlamentswahl 2018
| Kandidaten               | Kandidaten              | Stimmen | %    | Listen                               | Stimmen | %    |
| ------------------------ | ----------------------- | ------- | ---- | ------------------------------------ | ------- | ---- |
|                          | Patrizia Terzonigewählt | 52.447  | 35,2 | Movimento 5 Stelle                   | 52.447  | 35,2 |
|                          | Laura Schiavo           | 43.058  | 28,9 | Lega                                 | 23.101  | 15,5 |
| Forza Italia             | Laura Schiavo           | 43.058  | 28,9 | 12.621                               | 8,5     |      |
| Fratelli d’Italia        | Laura Schiavo           | 43.058  | 28,9 | 6.093                                | 4,1     |      |
| Noi con l’Italia – UDC   | Laura Schiavo           | 43.058  | 28,9 | 1.243                                | 0,8     |      |
|                          | Emanuele Lodolini       | 41.166  | 27,7 | Partito Democratico                  | 35.608  | 23,9 |
| +Europa                  | Emanuele Lodolini       | 41.166  | 27,7 | 3.782                                | 2,5     |      |
| Italia Europa Insieme    | Emanuele Lodolini       | 41.166  | 27,7 | 1.192                                | 0,8     |      |
| Civica Popolare          | Emanuele Lodolini       | 41.166  | 27,7 | 584                                  | 0,4     |      |
|                          | Piergiovanni Alleva     | 5.658   | 3,8  | Liberi e Uguali                      | 5.658   | 3,8  |
|                          | Valeria Carnevali       | 2.264   | 1,5  | Potere al Popolo!                    | 2.264   | 1,5  |
|                          | Raffaele Timperi        | 1.422   | 1,0  | Partito Comunista                    | 1.422   | 1,0  |
|                          | Ombretta Schiarini      | 1.359   | 0,9  | Il Popolo della Famiglia             | 1.359   | 0,9  |
|                          | Emanuele Mazzieri       | 1.275   | 0,9  | CasaPound Italia                     | 1.275   | 0,9  |
|                          | Danilo Vecchio          | 158     | 0,1  | Lista del Popolo per la Costituzione | 158     | 0,1  |
| Gesamt                   | Gesamt                  | 148.807 | 100  |                                      | 148.807 | 100  |
|                          |                         |         |      |                                      |         |      |
| Ungültige Stimmen        | Ungültige Stimmen       | 3.792   | 2,5  |                                      |         |      |
| Wähler                   | Wähler                  | 152.599 | 76,5 |                                      |         |      |
| Wahlberechtigte          | Wahlberechtigte         | 199.570 |      |                                      |         |      |
|                          |                         |         |      |                                      |         |      |
| Quelle: Innenministerium |                         |         |      |                                      |         |      |

## Seit 2020

### Wahlkreisgebiet
| Wahlkreise – Camera dei deputati – Marken | Wahlkreise – Camera dei deputati – Marken | Wahlkreise – Camera dei deputati – Marken    |
| Provinz                                   | Provinz                                   | Gemeinden nach Provinzen ⮞ Wahlkreis         |
| ----------------------------------------- | ----------------------------------------- | -------------------------------------------- |
|                                           | Provinz Ancona (47 Gemeinden)             | 43 ⮞ Wahlkreis Ancona 4 ⮞ Wahlkreis Macerata |
|                                           | Provinz Ascoli Piceno (33 Gemeinden)      | alle ⮞ Wahlkreis Ascoli Piceno               |
|                                           | Provinz Fermo (40 Gemeinden)              | alle ⮞ Wahlkreis Ascoli Piceno               |
|                                           | Provinz Macerata (55 Gemeinden)           | alle ⮞ Wahlkreis Macerata                    |
|                                           | Provinz Pesaro und Urbino (50 Gemeinden)  | alle ⮞ Wahlkreis Pesaro                      |

Der Wahlkreis umfasst 43 Gemeinden der Provinz Ancona (Agugliano, Ancona, Arcevia, Barbara, Belvedere Ostrense, Camerano, Camerata Picena, Castelbellino, Castelleone di Suasa, Castelplanio, Cerreto d’Esi, Chiaravalle, Corinaldo, Cupramontana, Fabriano, Falconara Marittima, Filottrano, Genga, Jesi, Maiolati Spontini, Mergo, Monsano, Monte Roberto, Monte San Vito, Montecarotto, Montemarciano, Morro d’Alba, Offagna, Osimo, Ostra, Ostra Vetere, Poggio San Marcello, Polverigi, Rosora, San Marcello, San Paolo di Jesi, Santa Maria Nuova, Sassoferrato, Senigallia, Serra San Quirico, Serra de’ Conti, Staffolo und Trecastelli).

### Wahlergebnisse

#### Parlamentswahl 2022
| Kandidaten                          | Kandidaten                             | Stimmen | %    | Listen                                                  | Stimmen | %    |
| ----------------------------------- | -------------------------------------- | ------- | ---- | ------------------------------------------------------- | ------- | ---- |
|                                     | Stefano Maria Benvenuti Gostoligewählt | 82.720  | 38,7 | Fratelli d’Italia                                       | 55.849  | 26,1 |
| Lega per Salvini Premier            | Stefano Maria Benvenuti Gostoligewählt | 82.720  | 38,7 | 14.030                                                  | 6,6     |      |
| Forza Italia                        | Stefano Maria Benvenuti Gostoligewählt | 82.720  | 38,7 | 11.341                                                  | 5,3     |      |
| Noi Moderati                        | Stefano Maria Benvenuti Gostoligewählt | 82.720  | 38,7 | 1.500                                                   | 0,7     |      |
|                                     | Antonio Mastrovincenzo                 | 67.328  | 31,5 | Partito Democratico – Italia Democratica e Progressista | 51.048  | 23,9 |
| Alleanza Verdi e Sinistra           | Antonio Mastrovincenzo                 | 67.328  | 31,5 | 8.834                                                   | 4,1     |      |
| +Europa                             | Antonio Mastrovincenzo                 | 67.328  | 31,5 | 6.277                                                   | 2,9     |      |
| Impegno Civico – Centro Democratico | Antonio Mastrovincenzo                 | 67.328  | 31,5 | 1.169                                                   | 0,5     |      |
|                                     | Gabriele Santarelli                    | 29.597  | 13,8 | Movimento 5 Stelle                                      | 29.597  | 13,8 |
|                                     | Francesca Cantarini                    | 16.920  | 7,9  | Azione – Italia Viva                                    | 16.920  | 7,9  |
|                                     | Massimo Gianangeli                     | 5.657   | 2,6  | Italexit per l’Italia                                   | 5.657   | 2,6  |
|                                     | Anna Maurizi                           | 3.530   | 1,6  | Unione Popolare                                         | 3.530   | 1,6  |
|                                     | Andrea Grilli                          | 3.080   | 1,4  | Italia Sovrana e Popolare                               | 3.080   | 1,4  |
|                                     | Roberta Coletta                        | 2.645   | 1,2  | Partito Comunista Italiano                              | 2.645   | 1,2  |
|                                     | Paolo Sandonnini                       | 1.757   | 0,8  | Vita                                                    | 1.757   | 0,8  |
|                                     | Fabio Sebastianelli                    | 713     | 0,3  | Alternativa per l’Italia (PdF – Exit)                   | 713     | 0,3  |
| Gesamt                              | Gesamt                                 | 213.947 | 100  |                                                         | 213.947 | 100  |
|                                     |                                        |         |      |                                                         |         |      |
| Ungültige Stimmen                   | Ungültige Stimmen                      | 9.472   | 4,2  |                                                         |         |      |
| Wähler                              | Wähler                                 | 223.419 | 68,0 |                                                         |         |      |
| Wahlberechtigte                     | Wahlberechtigte                        | 328.683 |      |                                                         |         |      |
|                                     |                                        |         |      |                                                         |         |      |
| Quelle: Innenministerium            |                                        |         |      |                                                         |         |      |